# ZigBee

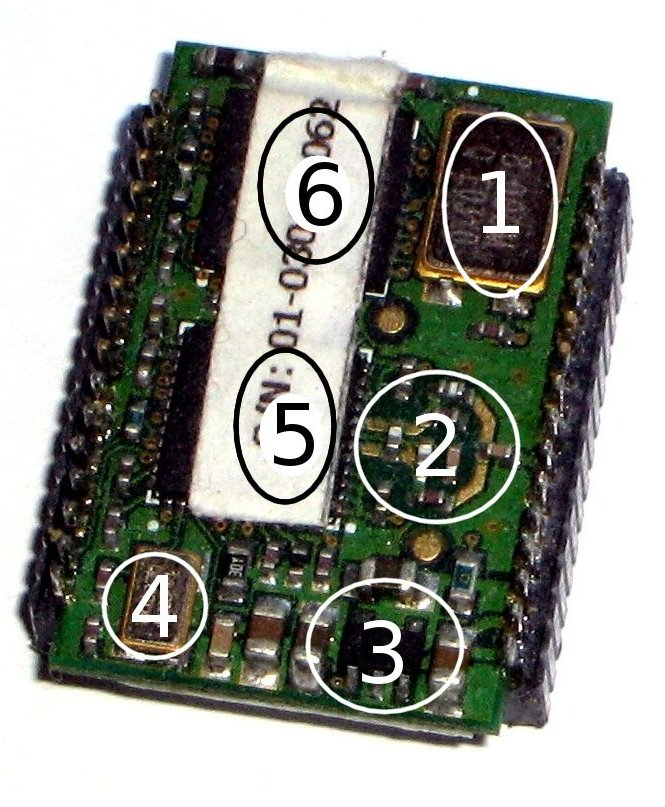
Модуль ZigBee

ZigBee — бездротовий стандарт передачі даних. Підтримується і розвивається однойменним альянсом ZigBeeTM, який був створений в 2002 році з метою об'єднання зусиль з розроблення найефективніших протоколів і забезпечення сумісності пристроїв різних виробників. В міру удосконалення стандарту, альянс публікує на своєму сайті (www.zigbee.org [Архівовано 12 березня 2021 у Wayback Machine.]) специфікації стандарту, опис профілів програмного забезпечення та інші нормативні документи.
Мережі ZigBee є мережами з самоорганізовуванням та самовідновленням, оскільки ZigBee пристрої при вмиканні живлення, завдяки вбудованому програмному забезпеченню, вміють самі знаходити один одного й формувати мережу, а у разі виходу з ладу котрогось із вузлів можуть встановлювати нові маршрути для передачі повідомлень.

## Опис
ZigBee — стандарт для набору високорівневих протоколів зв'язку, що використовують невеликі, малопотужні цифрові приймачі, заснований на стандарті IEEE 802.15.4-2006 для бездротових персональних мереж, таких як, наприклад, бездротові навушники, що з'єднані з мобільними телефонами за допомогою радіохвиль короткохвильового діапазону. Технологія визначається специфікацією ZigBee, яка розроблена з метою бути простішою та дешевшою, ніж інші персональні мережі, такі як Bluetooth. ZigBee призначений для мобільних пристроїв, де необхідна тривала робота від батарей і безпечність передачі даних у мережі.
Альянс ZigBee — є органом, який забезпечує і публікує стандарти ZigBee, він також публікує профілі додатків, що дозволяє OEM-виробникам створювати сумісні продукти. Поточний список профілів додатків, опублікованих, або таких, що вже знаходяться в роботі:
- Домашня автоматизація
- Раціональне використання енергії (ZigBee Smart Energy 1.0/2.0)
- Автоматизація комерційного будівництва
- Телекомунікаційні програми
- Персональне та лікарняне спостереження
- Дистанційне керування

Відносини між IEEE 802.15.4 і ZigBee подібні до таких, що є між IEEE 802.11 і альянсом Wi-Fi. Специфікація ZigBee 1.0 була ратифікована 14 грудня 2004 і доступна для членів альянсу ZigBee. Порівняно недавно, 30 жовтня 2007 р., була розміщена специфікація ZigBee 2007. Про перший профіль програми — «Домашня автоматизація» ZigBee, було оголошено 2 листопада 2007.
ZigBee працює в промислових, наукових і медичних (ISM-діапазон) радіодіапазонах: 868 МГц в Європі, 915 МГц у США та в Австралії, і 2.4 ГГц у більшості країн у світі (під більшістю юрисдикцій країн світу). Як правило, виробники чипів ZigBee, поєднують радіо- й мікроконтролер з розміром Flash-пам'яті від 60К до 128К. Радіомодуль також можна використовувати окремо з будь-яким процесором та мікроконтролером. Як правило, виробники радіомодулів пропонують також набір програмного забезпечення ZigBee, хоча доступні й інші незалежні стеки.

## Виробники чипів та пристрої
- Atmel ATmega128RFA1, AT86RF230/231
- Digi International XBee XB24CZ7PIS-004
- Ember EM250
- Freescale MC13224
- GreenPeak GP520-GP530-GP540
- Jennic JN5148
- RadioPulse MG2410 та MG2450/55
- Renesas uPD78F8056/57/58, M16C/6B3 та R8C/3MQ
- Sena Technologies Inc., ProBee, ProBee-ZU/ProBee-ZS/ProBee-ZE
- STMicroelectronics STM32W
- Samsung Electro-Mechanics ZBS240
- Texas Instruments CC2530 та CC2520
- Microchip Zigbee MRF24J40MB

Радіомодуль також можна використовувати окремо з будь-яким процесором і мікроконтролером. Як правило, виробники радіомодулів пропонують також набір програмного забезпечення ZigBee, хоча доступні й інші незалежні стеки.
Оскільки ZigBee може активуватися (тобто переходити від режиму сну до активного) за 30 мілісекунд або менше, затримка відгуку пристрою може бути дуже низькою, особливо в порівнянні з Bluetooth, для якого затримка, що утворюється при переході від сплячого режиму до активного, звичайно досягає трьох секунд.
Оскільки ZigBee більшу частину часу перебуває в сплячому режимі, рівень споживання енергії може бути дуже низьким, завдяки чому досягається тривала робота від батарей.
Перший випуск стека зараз відомий під назвою ZigBee 2004. Другий випуск має назву ZigBee 2006, і, в основному, замінює структуру MSG / KVP, що використовується в ZigBee 2004 разом з «бібліотекою кластерів». Стек 2004 зараз більш-менш вийшов з ужитку.
Реалізація ZigBee 2007 в наш час[коли?] є поточною, вона містить два профілі стека, профіль стека № 1 (який називають просто ZigBee) для домашнього і дрібного комерційного використання, і профіль стека № 2 (який називають ZigBee Pro). ZigBee Pro пропонує більше функцій, таких як широкомовлення, маршрутизацію за схемою «багато-до-одного» і високу безпеку з використанням симетричного ключа (SKKE), в той час як ZigBee (профіль стека № 1) займає менше місця в оперативній і Flash-пам'яті . Обидва профілі дозволяють розгорнути повномасштабну мережу з комірчастою топологією і працюють зі всіма профілями додатків ZigBee.
ZigBee 2007 повністю сумісний з пристроями ZigBee 2006. Пристрій ZigBee 2007 може підключатися і працювати з мережею ZigBee 2006, і навпаки. Але у зв'язку з наявністю відмінностей в опціях маршрутизації, пристрої ZigBee Pro можуть бути тільки кінцевими пристроями (ZEDs) мереж ZigBee 2006, і навпаки, пристрої ZigBee 2006 і ZigBee 2007 можуть бути тільки кінцевими пристроями в мережі ZigBee Pro. При цьому додатки, які запускаються на пристроях, працюють однаково, незалежно від реалізації профілю стека.

## Ліцензування
Специфікація ZigBee доступна для широкої публіки при умовах некомерційного використання. Початковий рівень членства в альянсі ZigBee, який має назву Adopter, забезпечує доступ до ще не опублікованих специфікацій і дозволяє створювати продукти для комерційного використання специфікації.
Реєстрація перед використанням специфікації ZigBee вимагає від комерційного розробника приєднання до альянсу ZigBee. «Жодна частина цієї специфікації не може бути використана у виробництві продуктів для продажу без членства в альянсі ZigBee.» Через це виникають конфлікт з загальною публічною ліцензією GNU внаслідок необхідності робити щорічний внесок розробниками. Згідно з пунктом 2-b: «Ви повинні бути впевнені в тому, що будь-яка робота, яку ви публікуєте чи поширюєте, якщо вся ця робота або її частина містить програму або вилучено з програми або з будь-якої її частини, вся ця робота повинна бути ліцензована як ціле без передачі третім особам, відповідно до умов даної ліцензії». З того часу, коли ліцензія GPL перестала робити відмінності між комерційним і некомерційним використанням, неможливо виконати ліцензування стеку ZigBee згідно з GPL або поєднати виконання ZigBee з ліцензійним кодом GPL. Вимога до розробника приєднатися до альянсу ZigBee також вступає в конфлікт з іншими ліцензіями вільного програмного забезпечення.

## Програми
Протоколи ZigBee розроблені для використання у вбудованих додатках, що вимагають низьку швидкість передачі даних і низьке енергоспоживання. Мета ZigBee — це створення недорогої мережі, що самоорганізується, з комірчастою топологією та призначеної для вирішення широкого кола завдань. Мережа може використовуватися в промисловому контролі, вбудованих датчиках, зборі медичних даних, сповіщенні про вторгнення або задимлення, будівельної та домашньої автоматизації і т. ін. Створена мережа споживає дуже мало енергії — індивідуальні пристрої згідно з даними сертифікації ZigBee дозволяють електробатареям працювати два роки.. 
Типові області програми:
- Домашні розваги і контроль — раціональне освітлення, просунутий температурний контроль, охорона і безпека, фільми та музика.
- Домашнє оповіщення — датчики води та енергії, моніторинг енергії, датчики задимлення і пожежі, раціональні датчики доступу і переговорів.
- Мобільні служби — мобільні оплата, моніторинг і контроль, охорона і контроль доступу, охорона здоров'я.
- Комерційне будівництво — моніторинг енергії, HVAC, світла, контроль доступу.
- Промислове устаткування — контроль процесів, промислових пристроїв, управління енергією і майном.

## Типи пристроїв
Існують три різних типи пристроїв ZigBee.
- Координатор ZigBee (ZC) — найвідповідальніший пристрій, який формує основну топологію дерева мережі і може зв'язуватися з іншими мережами. У кожній мережі має бути хоча б один координатор ZigBee, який повинен запустити мережу на початку. Він має зберігати інформацію про мережі, та виконувати функцію довіреного центра та сховища секретних паролів.
- Маршрутизатор ZigBee (ZR) — даний маршрутизатор може виступати як проміжний маршрутизатор, передаючи дані з інших пристроїв. Він також може запускати додатки.
- Кінцевий пристрій ZigBee (ZED) — його функціональна навантаженість дозволяє йому обмінюватися інформацією з вузлом вищого рівня (координатором або з маршрутизатором), але він не може передавати дані з інших пристроїв. Така функціональність дозволяє вузлу перебувати в сплячому стані левову частину часу, що дозволяє економити енергоресурс батарей. ZED потребує мінімальної кількості пам'яті, й тому може бути дешевшим у виробництві, аніж ZR чи ZC.

## Протоколи
Протоколи побудовані на нещодавно розробленому алгоритмі AODV (протокол динамічної маршрутизації для мобільних ad-hoc мереж (MANET) та інших бездротових мереж, NeuRFon) та призначеними для створення ad-hoc мереж (децентралізована бездротова мережа, утворена випадковими абонентами) або вузлів. У більшості випадків мережа є скупченням скупчень. Вона також може набувати форми мережі або одиночного скупчення. Поточні профілі, які виходять з протоколів ZigBee, підтримують мережі з включеними або з відключеними маячками.
У мережах з відключеними маячками (де порядок маячків становить 15) використовується механізм доступу до каналів. У цьому типі мережі маршрутизатори ZigBee зазвичай підтримують свої приймачі включеними тривалий час, що вимагає потужнішого енергоживлення. Проте це дозволяє у різнорідних мережах деяким пристроям працювати на прийом довше, поки інші вузли тільки передають. Типовий приклад різнорідної мережі — це бездротовий вимикач освітлення. Вузол ZigBee в лампі може працювати на прийом постійно, оскільки він є підключеним до загального живлення, тоді як вимикач, який живеться від батареї, знаходиться в сплячому режимі, допоки стан вимикача не зміниться. Тоді вимикач переходить в активний режим, посилає до лампи команду, чекає підтвердження і повертається в сплячий стан. У таких мережах вузол лампи повинен бути щонайменше маршрутизатором ZigBee, якщо не координатором, тоді як вузол вимикача, зазвичай, є кінцевим пристроєм ZigBee.
У мережах з маячками спеціальні вузли мережі маршрутизатори ZigBee передають періодичні маячки, щоб підтвердити свою присутність на інших вузлах мережі. Вузли можуть перебувати в сплячому стані між маячками, що знижує їх скважність та збільшує час роботи від батареї. Інтервали маячків можуть відрізнятися від 15.36 мс до 15.36 мс*214 = 251.65824 с для швидкості в 250 kbit/s, від 24 мс до 24 мс*214 = 393.216 с для швидкості в 40 kbit/s і від 48 мс до 48 мс*214 = 786.432 с для 20 kbit/s. Однак низька скважність сигналів вкупі з довгими інтервалами маячків вимагає точного розподілу часу, що може увійти в протиріччя з вимогою низької вартості виробу.
Загалом, протоколи ZigBee знижують час знаходження радіопередавачів у ввімкненому стані й також скорочують енергоспоживання. У маячкових мережах вузли повинні бути активними лише під час здійснення маячком передачі. У безмаячкових мережах витрата енергії сильно асиметрична, деякі пристрої завжди активні, в той час як інші більшу частину свого часу перебувають у сплячому режимі.
Пристрої ZigBee повинні бути сумісні зі стандартом IEEE 802.15.4-2003 бездротових персональних мереж (виключаючи профіль 2.0 «раціонального використання енергії»). Стандарт визначає нижні рівні протоколу — фізичний рівень (PHY) та контроль доступу до носія (MAC) у частині рівень посилання на дані (DLL). Цей стандарт визначає роботу на неліцензованій частоті 2.4 ГГц (у всьому світі), 915 МГц (Американський континент) і 868 МГц (Європа) у діапазоні ISM. На частоті 2.4 ГГц є 16 каналів ZigBee, кожен з яких вимагає ширину діапазону в 5 МГц. Основна частота для кожного каналу може бути розрахована як FC = (2405 + 5 * (ch — 11)) МГц, де ch = 11, 12, …, 26.
Радіо використовує широкосмугову модуляцію з прямим розширенням спектра, яка керується цифровим потоком у модуляторі. Двійкова фазова маніпуляція використовується на смугах в 868 і 915 МГц, а офсетна квадратурна фазова модуляція, у якій передається по 4 біти на символ, використовується на смузі в 2,4 ГГц. У чистому вигляді, при ефірній передачі, швидкість передачі даних становить 250 Кбіт/с для кожного каналу в діапазоні 2.4 ГГц, 40 кбіт/с для кожного каналу в діапазоні 915 МГц і 20 кбіт/с у діапазоні 868 МГц. Відстань передачі — від 10 до 75 метрів та понад 1500 метрів для ZigBee Pro, хоча вона дуже залежить від конкретного обладнання. Максимальна вихідна потужність радіовипромінювання в основному становить 0 дБм (1 мВт).
Базовим режимом доступу до каналу є «множинний доступ з контролем несучої частоти та уникненням колізій» (CSMA/CA — ймовірнісний мережевий протокол канального (МАС) рівня). Тобто, перед тим як вузли починають передачу при обміні інформацією, вони стисло перевіряють, що жоден з них не веде передачу перед початком спільної роботи. Існують три значних винятки при роботі CSMA. Маячки надсилаються за передбачений проміжок часу й CSMA не використовується. Підтверджувані повідомлення також не використовують CSMA. Нарешті, пристрої в маячково-орієнтованих мережах, які мають низький час очікування при використанні у пристроях реального часу можуть також використовувати слоти гарантованого часу, які, за визначенням, не використовують CSMA.

## ZigBee альянс
Заснований в 2002 році, як група компаній, яка стандартизує, підтримує та публікує ZigBee стандарти.
Назва Zigbee є зареєстрованою торговою маркою цієї групи і не є єдиним технічним стандартом. Організація публікує профіль додатка, що дозволяє багатьом виробникам оригінального обладнання (OEM) створювати сумісні продукти. Взаємозв'язок між стандартом IEEE 802.15.4 та Zigbee схожий на той, що існує між стандартом IEEE 802.11 та Wi-Fi альянсом.

## ZigBee RF4CE
3 березня 2009 консорціум RF4CE (Радіочастоти для побутової електроніки) погодився працювати з альянсом ZigBee для спільного розповсюдження стандартизованої специфікації, призначеної для радіочастотного дистанційного управління. ZigBee RF4CE був розроблений з метою широкого застосування в дистанційно керованих аудіо/відео пристроях, таких як телевізори і ресивери. Це обіцяє безліч переваг в порівнянні з існуючими технічними рішеннями для дистанційного керування, включаючи розширення зв'язків, підвищення надійності роботи, розширені можливості й гнучкість, сумісність та відходу від проблеми бар'єру прямої видимості.

## Програмне та апаратне забезпечення
Програмне забезпечення розроблене з метою спрощення процесу побудови невеликих недорогих мікропроцесорів. Радіорозробки, використовувані в ZigBee ретельно оптимізовані, з метою досягнення нижчої ціни серед великої кількості продукції цього напрямку. Є декілька аналогових каскадів, де можливо, ви використовуєте цифрові контури.
Хоча радіопередавачі самі по собі недорогі, процес кваліфікування ZigBee включає в себе повну перевірку вимог на фізичному рівні. Така прискіплива увага до фізичного рівня дає численні переваги, оскільки всі радіо, отримані з цього набору напівпровідникових елементів, матимуть однакові ВЧ характеристики. З іншого боку, якщо фізичний рівень буде не сертифікований, неправильне функціонування може зменшити тривалість роботи батарей в інших пристроях, підключених до мережі ZigBee. Там, де інші протоколи можуть приховувати погану чутливість або мати інші приховані проблеми, які виявляються у послабленні відгуку, ZigBee радіо має жорсткі інженерні обмеження, які стосуються як енергоспоживання так і широти діапазону. Таким чином, радіопередавачі проходять випробування на стандарт ISO 17025 згідно з пунктом 6 стандарту 802.15.4-2006. Більшість виробників планують об'єднати радіо і мікроконтролер в одну мікросхему.

## Історія
- ZigBee-подібні мережі почали плануватися з 1998, коли багато установників усвідомили, що протоколи Wi-Fi та Bluetooth стали невідповідними у багатьох використаннях. Зокрема, багато інженерів побачили необхідність у ad-hoc мережах, які можуть самоорганізовуватися.
- Стандарт IEEE 802.15.4 був створений у травні 2003.
- Влітку 2003 головний постачальник коміркових мереж Philips Semiconductors припинив інвестування. Однак Philips Lighting продовжив участь з боку даної корпорації, яка залишилася покровителем (промоутером) у складі ради директорів альянсу ZigBee.
- Про створення альянсу ZigBee було оголошено в 2004. У наступному році число його членів подвоїлася і виросло до більш ніж 100 компаній в 22 країнах. До квітня 2005 число учасників досягло понад 150 компаній, а до грудня 2005 року — до 200 компаній.
- Специфікації ZigBee були ратифіковані 14 грудня 2004.
- Альянс ZigBee оголошує про доступність для громадськості Специфікації 1.0, 13 червня 2005 (відомої зараз як специфікація ZigBee 2004).
- Альянс ZigBee оголошує про завершення та повний доступ для членів альянсу до розширеної версії стандарту ZigBee з вересня 2006, відомої зараз як специфікація ZigBee 2006.
- Впродовж останнього кварталу 2007 року була завершена розширена специфікація ZigBee — ZigBee PRO.

## Походження терміна ZigBee
Ім'я бренду походить від поведінки медових бджіл, після їхнього повернення у вулик.